# Mékambo
Mékambo ist die Hauptstadt des gabunischen Departements Zadié innerhalb der Provinz Ogooué-Ivindo. Mit Stand von 2013 wurde die Einwohnerzahl auf 6744 bemessen. Sie liegt auf einer Höhe von 508 Metern und hat einen eigenen Flughafen. Die Stadt erhielt internationale Aufmerksamkeit aufgrund der Ebolafieber-Ausbrüche in den Jahren 1994 und 1997.